# Napomyza dubia
Napomyza dubia este o specie de muște din genul Napomyza, familia Agromyzidae, descrisă de Zlobin în anul 1994. Conform Catalogue of Life specia Napomyza dubia nu are subspecii cunoscute.